# گو لینلین
گو لینلین (انگلیسی: Guo Linlin؛ زادهٔ ۱۳ نوامبر ۱۹۹۲) قایقران روئینگ زن اهل چین است.